# Татарский Кандыз
Татарский Кандыз (тат. Татар Кандызы) — село в Бавлинском районе Татарстана, центр Татарско-Кандызского сельского поселения.

## Этимология
Топоним произошёл от этнонима «татар» и гидронима «Кандыз».

## География
Село расположено на реке Кандыз, в 35 км к югу от города Бавлы.

## История
Село Татарский Кандыз основано во второй половине XVIII века (по другим данным, в 1658 г.). Через село пролегал Оренбургско-Казанский тракт. В начале XIX века в село переселились пензенские татары-мишари. До 1860 годов жители относились к сословиям башкир-вотчинников, тептярей и государственных крестьян. Основные занятия жителей в этот период — земледелие и скотоводство, были распространены пчеловодство, выращивание гусей на продажу.
В «Списке населённых мест Российской империи», изданном в 1864 году по сведениям 1859 года, населённый пункт упомянут как казённая и башкирская деревня Татарский Кандыз 4-го стана Бугульминского уезда Самарской губернии. Располагалась по упразднённому Оренбургскому почтовому тракту, при реке Кандызе, в 50 верстах от уездного города Бугульмы и в 48 верстах от становой квартиры в казённом селе Ефановка (Крым-Сарай, Орловка, Хуторское). В деревне, в 148 дворах проживали 1066 человек (517 мужчин и 549 женщин), были мечеть, базар.
В том же «Списке населенных мест по сведениям 1859 года», отдельно упомянута казённая деревня Сулейманова, ставшая частью Татарского Кандыза не ранее середины XX века. В деревне в 50 дворах жили 294 человека (136 мужчин и 158 женщин). Была мечеть.
В начале XX века в селе функционировали 3 мечети («Кызыл» мэчет, «Зур мэчет», Сулейман мэчете), мектеб, русская школа грамоты, 3 водяные мельницы, земская почтовая станция, базар по субботам, ярмарка (6 декабря). В этот период земельный надел сельской общины составлял 6073 десятины.
До 1920 года село входило в Салиховскую волость Бугульминского уезда Самарской губернии. С 1920 года в составе Бугульминского кантона ТАССР. С 10.08.1930 года в Бавлинском, с 01.02.1963 года в Бугульминском, с 12.01.1965 года в Бавлинском районах.
В 1930 году в селе организованы колхозы им. Ворошилова, «Кызыл Октябрь» и «Кызыл Чишма», в 1951 году объединены в колхоз им. Ворошилова, впоследствии несколько раз переименовывался и реорганизовывался. 
В 1984 году в селе возведен мемориальный комплекс памяти павших в годы Великой Отечественной войны, установлен памятник Неизвестному солдату.

## Население
| 1859       | 1889 | 1897 | 1910 | 1920 | 1926 | 1938 | 1949 | 1958 | 1970 | 1979 | 1989 | 2002 | 2010 |
| ---------- | ---- | ---- | ---- | ---- | ---- | ---- | ---- | ---- | ---- | ---- | ---- | ---- | ---- |
| 1066 и 294 | 1220 | 1510 | 2120 | 2230 | 2333 | 1781 | 1472 | 1462 | 2078 | 1644 | 1317 | 1023 | 933  |

| 2012 | 2013 | 2014 | 2015 | 2016 | 2017 |
| ---- | ---- | ---- | ---- | ---- | ---- |
| 885  | ↘875 | ↗876 | ↘845 | ↘835 | ↘816 |

Национальный состав
Согласно результатам переписи 2002 года, в национальной структуре населения села татары составляли 99 % из 1023 человек.

## Экономика
Жители работают преимущественно в КФХ, занимаются полеводством, молочным скотоводством, овцеводством, свиноводством.

## Известные уроженцы
- И. Х. Ахметзянов (р. 1950) — заслуженный артист ТАССР и РФ, народный артист РТ, лауреат Государственной премии РТ им. Г.Тукая.
- Р. Х. Ахметзянов (1941—1995) — поэт, заслуженный деятель искусств ТАССР (его именем названа улица села, на фасаде дома, в котором он родился, установлена мемориальная доска).
- М. Ф. Нургалиев (р. 1927) — нефтяник, депутат Верховного Совета СССР (1954), награжден орденами Ленина, Трудового Красного Знамени.
- Т. Г. Тагирзянов (р.1956) — административно-хозяйственный работник, заместитель министра сельского хозяйства и продовольствия РТ (с 2006 г.).
- А. Н. Талипов (р.1949) — руководитель сельскохозяйственного предприятия, заслуженный работник сельского хозяйства РТ (1994).
- Р. И. Давлетбаев (1950—2017) — заместитель начальника турбинного цеха № 2 ЧАЭС. Указом Президента России № 971 от 21.06.1996 г. «за мужество и самоотверженность, проявленные при ликвидации последствий аварии на Чернобыльской АЭС» награждён Орденом Мужества.

## Инфраструктура
В селе действуют средняя школа (в 1984 г. построено новое здание). В 1988 г. в школе открыт Музей хлеба (более 700 ед.хр., основатель — Ш. А. Халиуллин). Дом культуры (с 1969 г.), библиотека (с 1930 г.), фельдшерско-акушерский пункт (с 1970 г., в 2014 г. построено новое здание), детский сад «Лейсан» (в здании школы)

## Религия
Мечеть «Шайхулла» (с 1998 г.). 